# برونو جوردانو
برونو جوردانو (به ایتالیایی: Bruno Giordano) بازیکن فوتبال اهل ایتالیا است 

## تیم ملی
از سال ۱۹۷۸ میلادی عضو تیم ملی فوتبال ایتالیا بوده و در ۱۳ بازی ملی حضور داشته‌است. او در بازی‌های ملی‌اش ۱ گل به ثمر رساند.
برونو جوردانو آخرین بازی ملی خود را در سال ۱۹۸۵ میلادی انجام داد.